# 托尼·马丁 (自行车运动员)
托尼·马丁（德語：Tony Martin，1985年4月23日—）是一名已退役的德国职业公路自行车运动员。托尼·马丁是德国顶尖的个人计时赛高手，2012年夏季奥运会公路计时赛银牌得主。

## 早年
他出生于东德的科特布斯，他和家人在柏林墙被推倒前不久逃离东德，不过之后他曾回到德国东部爱尔福特的一所体育学校读书。

## 职业生涯
马丁起先效力于Highroad车队。车队于2011年解散后，他加盟快步车队。他帮助快步车队分别在2012、2013、2016年三次获得世界公路自行车锦标赛团队计时赛冠军。同阶段，他代表德国夺得了2011年、2012年、2013年和2016年世界公路自行车锦标赛计时赛金牌。
他在2012年环法自行车赛上摔车致使手舟骨骨折退赛。在尚未完全恢复的情况下参加了2012年夏季奥运会公路计时赛获得银牌。
到2014年，托尼·马丁一共赢下五个大环赛个人计时赛赛段冠军 —— 环法三个（2011、2013、2014年）、环西两个（2011、2014年）。他还拿过数个多日赛总成绩冠军，包括2010年的艾奈可环赛、2011年的巴黎-尼斯多日赛、2011年以及2012年的环北京自行车赛。
托尼·马丁于2017年签约喀秋莎-欧倍青车队两年，于2018年环法中摔车致使椎骨骨折退赛。2019年，他加盟荷兰车队珍宝-维斯玛。在2019年环法中，他和英国车手卢克·罗维在骑行中发生争执被双双驱逐出赛。
托尼·马丁在2021年环法上遭遇严重摔车，滚到了路边的沟里，被抬上救护车结束比赛。两个月后，遭遇多次摔车事故的他表达了对自行车运动安全性的担忧并宣布退役。